# Mesochorus albarascae
Mesochorus albarascae är en stekelart som beskrevs av Schwenke 1999. Mesochorus albarascae ingår i släktet Mesochorus och familjen brokparasitsteklar. Inga underarter finns listade i Catalogue of Life.